# Bob Dylan's Blues
«Bob Dylan's Blues» es una canción de Bob Dylan. Se publicó en 1963 en el álbum The Freewheelin' Bob Dylan . 

## Sesiones de grabación
"Bob Dylan's Blues" fue grabado el 9 de julio durante la sesión de grabación de The Freewheelin' Bob Dylan. Dylan grabó nuevas composiciones en estas sesiones, entre ellas "Blowin' in the Wind," una canción que ya se había realizado en vivo, pero todavía tenía que ser grabada en el estudio. Dylan también grabó "Down the Highway", y "Honey, Just allow Me One More Chance", estas grabaciones serían las que más tarde se podrían escuchar en el disco.

## Canción de Syd Barrett
Syd Barrett, fundador de Pink Floyd, también escribió una canción llamada "Bob Dylan Blues". Syd fue bastante fan de Dylan y su influencia puede verse en muchas de las canciones de Barrett. La canción fue escrita supuestamente por Barrett después de asistir a un concierto en 1963 de Dylan. (Cabe señalar que en la canción de Bob Dylan "My Back Pages", Dylan se convierte también en cierta medida da la espalda a la forma cómo fue percibido y recibido.) La canción fue olvidada en gran medida después de ser grabada en 1970. La grabación se perdió hasta hace poco tiempo cuando David Gilmour descubrió las cintas. Fue publicada en 2001 en la compilación Barrett "The Best of Syd Barrett: Wouldn't You Miss Me?"